# Bullhead City
Pour les articles homonymes, voir Bullhead.
Bullhead City est une ville située aux abords du fleuve Colorado dans le comté de Mohave dans l'État de l'Arizona, aux États-Unis. À environ 160 km de Las Vegas, la ville abrite plusieurs casinos le long du fleuve Colorado. En 2010, la population était estimée à 39 540 habitants. 

## Géographie
Bullhead City est une ville de 119 km2 située à la frontière de l'Arizona et du Nevada sur le fleuve Colorado. Le Laughlin/Bullhead International Airport (code AITA : BHC), situé au nord de la ville, est tout près de la route 95 qui traverse la municipalité.

## Climat
Bullhead City est une des villes les plus chaudes des États-Unis, et même, du continent nord-américain. Avec des températures atteignant régulièrement les 45 °C durant la saison estivale, la ville vit des sécheresses recevant en moyenne 25 millimètres d'eau durant le mois d'août. Par année, les précipitations se font rares avec une centaine de millimètres pluie. Cette température désertique est quasi insupportable pour les habitants de cette région, surtout durant l'été.
Durant 9 jours entre les 11 et 18 juillet la température maximale moyenne atteint 112,5 °F (44,7 °C) ; le record historique (1977-2014) de température étant de 126 °F (52 °C).
|         | Janvier | Février | Mars  | Avril | Mai   | Juin  | Juillet | Août  | Septembre | Octobre | Novembre | Décembre |
| ------- | ------- | ------- | ----- | ----- | ----- | ----- | ------- | ----- | --------- | ------- | -------- | -------- |
| Maximum | 18 °C   | 22 °C   | 26 °C | 31 °C | 36 °C | 42 °C | 44 °C   | 43 °C | 39 °C     | 32 °C   | 24 °C    | 18 °C    |
| Minimum | 6 °C    | 8 °C    | 10 °C | 13 °C | 18 °C | 23 °C | 26 °C   | 26 °C | 22 °C     | 16 °C   | 9 °C     | 6 °C     |

|         | Janvier | Février | Mars  | Avril | Mai   | Juin  | Juillet | Août  | Septembre | Octobre | Novembre | Décembre |
| ------- | ------- | ------- | ----- | ----- | ----- | ----- | ------- | ----- | --------- | ------- | -------- | -------- |
| Maximum | 28 °C   | 34 °C   | 39 °C | 42 °C | 48 °C | 52 °C | 52 °C   | 50 °C | 47 °C     | 44 °C   | 34 °C    | 31 °C    |
| Minimum | -4 °C   | -2 °C   | 1 °C  | 4 °C  | 8 °C  | 13 °C | 18 °C   | 16 °C | 12 °C     | 3 °C    | -1 °C    | -5 °C    |

Références de Weather.com

## Démographie
En 2005, le nombre d'habitants était de 39 101, dont 9 110 familles. La densité de la population est de 288,3 hab./km2.
- Blancs : 85,57 %
- Amérindiens : 1,34 %
- Noirs : 1,01 %
- Asiatiques : 1 %
- Hawaiien de souche (Océanien) : 0,7 %
- Autres : 10,38 %

| 1980   | 1990   | 2000   | 2010   | - | - |
| ------ | ------ | ------ | ------ | - | - |
| 10 364 | 21 951 | 33 769 | 39 540 | - | - |

## Origine du nom
Initialement, la ville avait été nommée Hardyville, en l'honneur de William Harrison Hardy. Par la suite, elle fut rebaptisée Bullhead City, en référence à Bull's Head Rock le nom d'une formation de roches près du fleuve Colorado.

## Transports
- Eagle Airpark,  aéroport public situé à 22 km au sud du quartier d'affaires de Bullhead City.
- Laughlin/Bullhead International Airport, un autre aéroport près de Bullhead City.